# Cuelga leonesa
La cuelga es una tradición de la provincia española de León consistente en colocar una «cuelga», collar hecho con un cordel engarzado de dulces, al cuello de una persona el día de su cumpleaños.

## Descripción
Consiste en preparar un largo collar lleno de caramelos, golosinas y bombones. El día de cumpleaños de una persona, en un determinado momento, se introduce la cuelga por la cabeza, desde la espalda, al tiempo que el resto de personas le felicitan.

## Historia
Se desconocen los orígenes concretos de esta tradición y no se han llevado a cabo estudios para tal fin. Según algunas fuentes, esta costumbre comenzó en las montañas de León, pero no hay documentación que sostenga tal teoría.
Antiguamente, la cuelga se preparaba con una cuerda de cáñamo, habitual en las casas para cualquier menester. En esa cuerda se ataban los dulces, como roscas caseras, o frutos de temporada, como castañas, avellanas o manzanas. Con el tiempo, la cuelga se transformó y se fueron añadiendo caramelos (en León eran famosos los ronchitos), chupachups, palotes, etc.